# Komórki NC
Komórki NC (ang. Natural Cytotoxic cells – komórki naturalnie cytotoksyczne) – hipotetyczne i być może nieistniejące komórki, którym przypisuje się cytotoksyczność naturalną. Istnienie tych komórek opisano u myszy, u których wraz z wiekiem dochodzi do utraty aktywności komórek NK, ale jednocześnie wciąż istnieje grupa komórek, która wykazuje cytotoksyczność naturalną nie zanikającą w trakcie starzenia się. Nie posiadają one markerów różnicowania komórek NK, mają natomiast zdolność lizowania komórek nowotworowych i są pobudzane przez IL-2 i IL-3. Komórki NC nie posiadają także cech właściwych limfocytom T, limfocytom B oraz makrofagom. W trakcie rozwoju osobniczego pojawiają się wcześnie - ich aktywność opisano już w 10-dniowych zarodkach mysich.
Działanie komórek NC polega na wydzielaniu dużych ilości TNF, cytokiny działającej cytotoksycznie na komórki nowotworowe i jest to kolejna cecha odróżniająca komórki NC od komórek NK. Komórki NC rozpoznają komórki nowotworowe za pośrednictwem lektyn, szczególnie tych, które mają zdolność do wiązania D-mannozy. W porównaniu ze swoistymi limfocytami Tc oraz aktywowanymi komórkami NK, komórki NC potrzebują więcej czasu do zabicia docelowych komórek nowotworowych (ok. 18-24 godzin). Również mechanizm zabijania komórek docelowy przez komórki NC jest odmienny od mechanizmu działania limfocytów Tc.
Opracowanie przeciwciała monoklonalnego rozpoznającego antygen NC-1.1 na powierzchni mysich komórek NC pozwoliło na głębszy wgląd strukturę tej populacji. Wydaje się, że w jej skład wchodzą komórki o różnej wielkości i ziarnistości, prawdopodobnie będące prekursorami różnych linii leukocytów na pewnych etapach rozwojowych. Wydaje się zatem, że termin komórka NC odnosi się raczej do określonych cech funkcjonalnych, a nie do konkretnej linii rozwojowej leukocytów.